# City Island (New York)
Pour les articles homonymes, voir City Island.
City Island est une île de New York, située dans la partie ouest du Long Island Sound, et dépendant de l'arrondissement du Bronx. D'une longueur de 2,4 km pour une largeur de 800 mètres, avec une superficie de plus de 102 hectares, elle est la plus grande de l'archipel des Pelham Islands, et ferme la Eastchester Bay à l'est, immédiatement au sud de Pelham Bay.
Au recensement de 2020, l'île comptait 4 445 habitants.
Habité originellement par les amérindiens Siwanoy, l'île fut acquise en 1654 par le physicien anglais Thomas Pell (en), établi depuis plus de vingt ans en Nouvelle-Angleterre. Puis un certain Benjamin Palmer l'acheta, avec pour ambition d'en faire une ville concurrente de Manhattan. Le nom de l'île, New City Island (littéralement « île de la Nouvelle Ville ») lui vient en partie de cette époque
L'activité de City Island fut longtemps axée sur la pêche, mais surtout sur la construction navale, puisqu'un bon nombre de barges de débarquement qui ont servi aux soldats durant la Seconde Guerre mondiale y furent construites. Après la guerre, l'île produisait encore régulièrement des yachts de plaisance (dont 7 remportèrent la coupe de l'America), mais cette activité disparut après un long déclin.
City Island est surtout une zone résidentielle comptant de nombreuses résidences secondaires, même si bon nombre de ses habitants y résident à l'année.
Depuis 1901, City Island est raccordée au continent par un pont, le City Island Bridge (en). Celui-ci permit à l'île d'être desservie entre 1910 et 1914 par un tramway monorail, le Pelham Park and City Island Railway (en). Depuis l'île est desservie par la ligne BX29 de la Metropolitan Transportation Authority au départ du Bay Plaza Shopping Center (en) dans le Bronx.
Un petit pont privé partant de la côte nord-est de l'île permet d'accéder à High Island. Cet ouvrage longe un banc de sable et raccorde les deux îles entre elles.
Sur la côte est de City Island se trouve le seul embarcadère qui permette l'accès à Hart Island, île abritant le plus grand cimetière de New York.